# Baron (Saône-et-Loire)

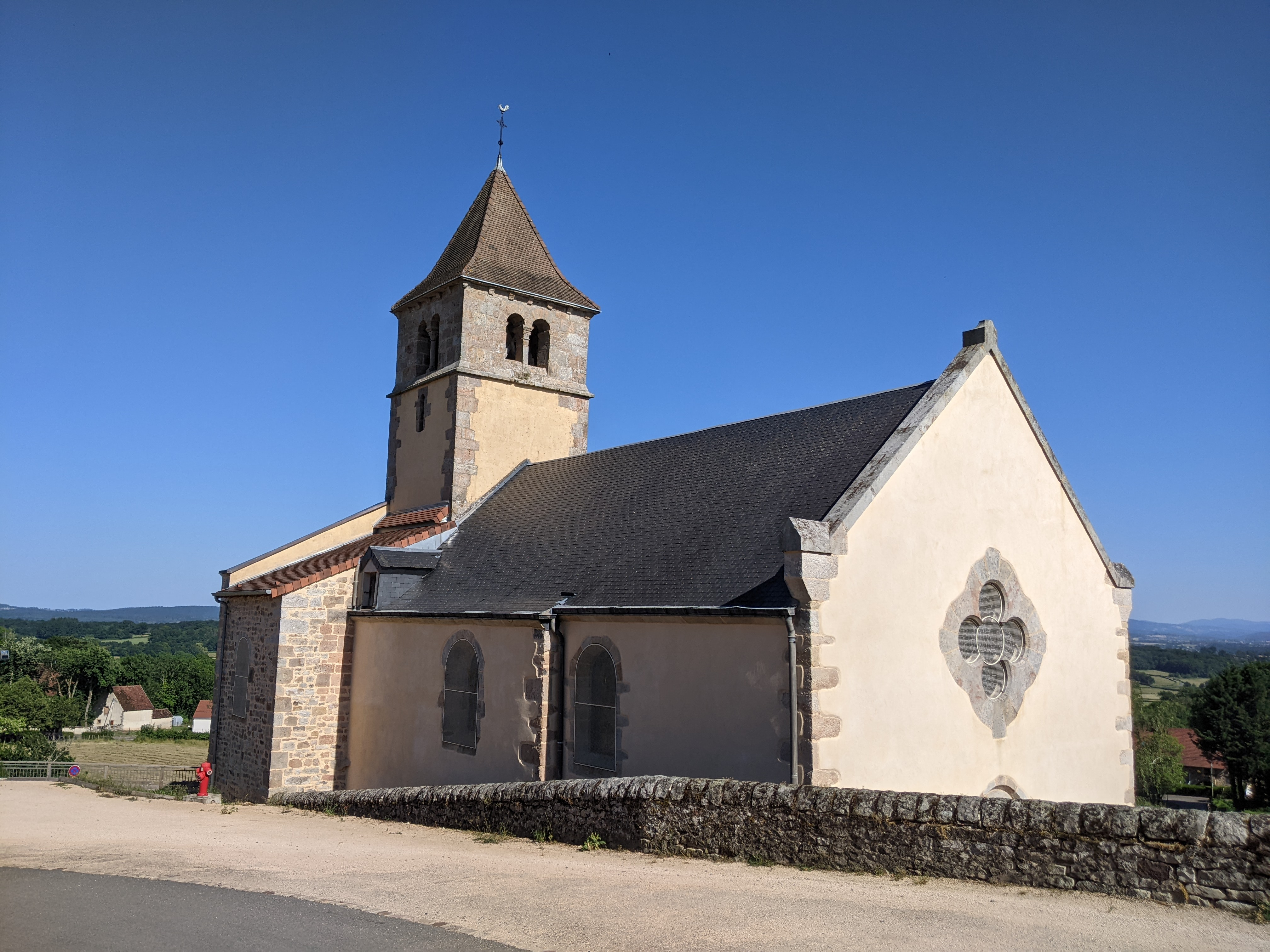
Kirche Saint Nizier in Baron, Zustand 2023, von Norden gesehen

Baron ist eine französische Gemeinde mit 279 Einwohnern (Stand 1. Januar 2022) im Département Saône-et-Loire in der Region Bourgogne-Franche-Comté. Sie gehört zum Arrondissement Charolles und zum Kantons Charolles. Baron ist Mitglied im Gemeindeverband Communauté de communes du Charolais.

## Geographie
Die Gemeinde liegt in der Landschaft Charolais. Nachbargemeinden sind:
- Grandvaux im Norden,
- Martigny-le-Comte im Nordosten,
- Viry im Südosten,
- Fontenay im Südsüdosten,
- Charolles im Süden,
- Champlecy im Südwesten und
- Saint-Aubin-en-Charollais im Westen.